# Economische sector

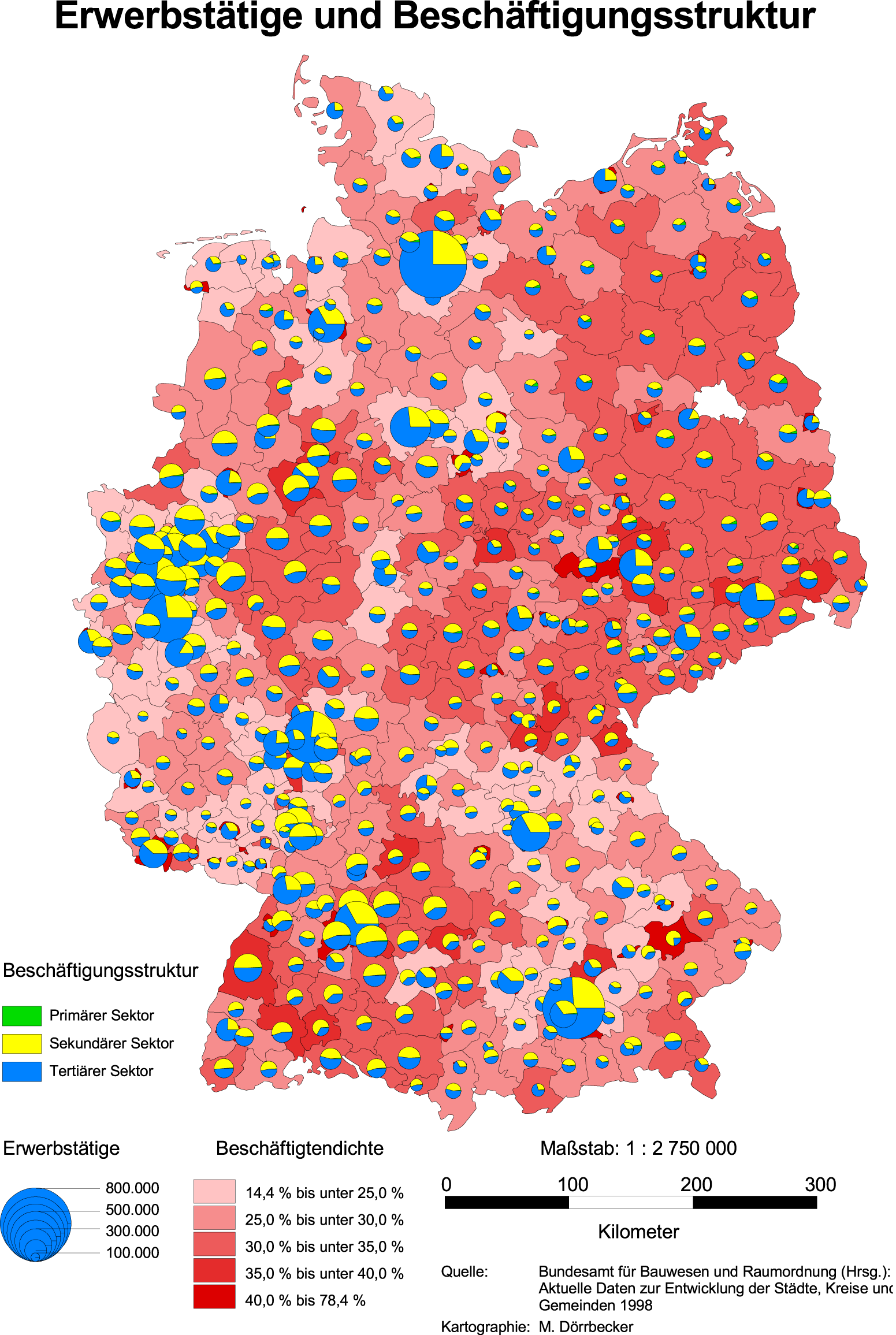
Economische bedrijvigheid in Duitsland in 1997 met per streek aangegeven het percentage mensen werkzaam in de primaire, secundaire en tertiaire sector; En het percentage werkenden als percentage van de totale bevolking (in roodtinten).

Een economische sector is een deel van de economie. Het is een benaming voor alle bedrijven samen die actief zijn in een bepaalde categorie producten of diensten. Voorbeelden zijn de bouw, auto-, visverwerkende industrie en horeca.
Een economische sector wordt ook wel een branche of bedrijfstak genoemd. In het Engels duiden we een economische sector aan met de term industry of economic sector.
De indeling in economische sectoren hoort thuis in de meso-economie, die bedrijfstakken bestudeert.

## Sectorindeling van de economie
Een populaire algemene indeling van de economie is de indeling in de volgende vier sectoren:
- Primaire sector. De primaire sector is de economische sector die grondstoffen en voedsel levert. Deze sector beslaat de sectoren landbouw, veeteelt, jacht, visserij en de delfstoffenwinning. De verwerking van deze grondstoffen gebeurt in de secundaire sector.
- Secundaire sector. Deze sector staat bekend als de industrie. Dit behelst alle bedrijven en activiteiten die de grondstoffen van de primaire sector verwerken. De producten worden doorgaans door de tertiaire sector aan de consument doorverkocht.
- Tertiaire sector. Deze sector omvat de commerciële dienstverlening: bedrijven die met de verkoop van hun diensten winst willen maken. Tot de tertiaire sector rekent men onder andere winkels, horeca, theaters, kappers, groothandels, transportbedrijven, verhuurders, uitzendbureaus, accountants, advocaten, adviseurs en ICT-bedrijven.
- Quartaire sector. De quartaire sector is de niet-commerciële dienstverlening, de enige economische sector zonder winstoogmerk. In deze sector vallen de overheidsdiensten en de door de overheid gesubsidieerde diensten. Voorbeelden zijn ziekenhuizen, verpleeghuizen, brandweer, defensie, gezondheidszorg, sociaal werk, onderwijs en cultuur.

De dienstensector wordt gevormd door de tertiaire en quartaire sector gezamenlijk. In ontwikkelde economieën zoals in West-Europa en de Verenigde Staten wordt tussen de 70 en 80 procent van het bruto binnenlands product in de dienstensector gerealiseerd.

## Andere sectoren
Op bedrijfstakniveau kan men in de economie verdere sectoren onderkennen, zoals:
- Cultuursector - dat deel van de maatschappij, waar de kunst en cultuur wordt geproduceerd, gepresenteerd, gepubliceerd, geconsumeerd, geconserveerd en overgeleverd.
- Financieel-economische sector - de administratieve wereld en de bank- en verzekeringswereld.
- Industriële sector - alle bedrijven die producten ontwikkelen en fabrieksmatig reproduceren.
- IT-sector - de economische sector die bestaat uit alle leveranciers van producten en diensten op het gebied van informatietechnologie.
- Onderwijs - alle universiteiten, hogescholen, mbo's, roc's, instellingen voor voortgezet onderwijs, basisonderwijsinstellingen en varianten van speciaal onderwijs.
- Overheid - alle instellingen op het niveau van centrale overheid (ministeries), regionale overheid (provincies, jeugdzorg en waterschappen) en lokale overheid (gemeenten en stadsdelen).
- Transportsector - alle bedrijven die zich bezighouden met het transporteren van mensen en goederen (van taxibedrijven tot luchtvaartmaatschappijen); een onderdeel hiervan is de logistieke sector - alle bedrijven die werken aan het correct en tijdig afleveren van mensen en goederen, vaak groothandelsbedrijven.
- Zorgsector - alle bedrijven en instellingen die zich richten op de lichamelijke en geestelijke gezondheidszorg van mensen thuis en mensen die verblijven in zorginstellingen.
- Wetenschapssector - aanduiding voor het geheel van de bedrijvigheid op het gebied van de wetenschap.
- Taalsector - de branche van bedrijven, organisaties en taalprofessionals die zich bezighouden met de ontwikkeling, productie en verkoop van taaldiensten en taalexpertise

## Sectorindeling voor beleggers
Beleggers maken veel gebruik van de Global Industry Classification Standard die is ontwikkeld door MSCI. Deze laatste is een belangrijke leverancier van beursindices wereldwijd. Veel beleggers hanteren deze sectorindeling waardoor beleggingsfondsen onderling goed te vergelijken zijn wat hun positionering in sectoren betreft. De GICS heeft 11 sectoren onderscheiden.
- Energie – exploreren, winnen, opslaan en raffineren van aardolie, aardgas, steenkool en andere brandstoffen
- Materialen – producenten van chemicaliën, cement, glas en andere bouwproducten, verpakkingsmaterialen, bosbouw en papier, mijnbouwbedrijven anders dan energie.
- Industrie – producenten van kapitaalgoederen, transport inclusief reders en luchtvaart- en spoorwegmaatschappijen, commerciële dienstverleners waaronder uitzend- en accountantsbureaus
- Duurzame consumptiegoederen – automobielfabrikanten, producenten van huishoudelijke apparatuur, bouwbedrijven, textielbedrijven, de reisbranche inclusief exploitanten van casino’s, hotels en pretparken, mediabedrijven en detailhandel, zowel winkels als online.
- Niet-duurzame consumptiegoederen – producenten van levensmiddelen en dranken en andere consumptieve producten, supermarkten, agrarische bedrijven en fabrikanten van rookwaren.
- Gezondheidszorg – geneesmiddelenproducenten, leveranciers van medische apparatuur en ziekenhuizen.
- Financiële diensten – banken en verzekeraars.
- Informatietechnologie – bedrijven actief op het gebied van de ontwikkeling en productie van hard- en software.
- Telecommunicatiediensten – telefoonmaatschappijen en media kabelbedrijven.
- Nutsbedrijven – bedrijven actief in de productie en distributie van elektriciteit, aardgas en water.
- Onroerend goed – beheerders en ontwikkelaars van onroerend goed.

Na deze sectorindeling volgen verdere specificaties naar:
- Industry Groups (25)
- Industries (74) en
- Sub-Industries (163)

## Bedrijfstak en branche
Bedrijfstak is de verzamelnaam voor een groep organisaties/bedrijven binnen één bepaalde branche. De organisaties in een bedrijfstak vervullen een gelijksoortige functie in het voortbrengingsproces van een bepaalde product of dienst. Bijvoorbeeld de bedrijfstak voor brandstofleveranciers bestaat uit bedrijven als Shell, Texaco, Esso etc.
Een branche is een benaming voor alle bedrijven samen die actief zijn in een bepaalde categorie producten of diensten. Om de collectieve belangen van bedrijven in een branche te behartigen is per branche vaak een brancheorganisatie in het leven geroepen.
Branchevervaging of parallellisatie ontstaat als een bedrijf/organisatie activiteiten gaat verrichten in een bedrijfstak van een andere bedrijfskolom. Bijvoorbeeld: een benzinestation met daarin een supermarkt.

## Formele classificatie standaarden
Formele van overheidswege ingestelde classificatie van economische activiteiten zijn bijvoorbeeld:
- de Standard Industrial Classification (SIC)-codering waarmee men een bedrijf classificeren binnen een sector en daarbinnen op bedrijfstakniveau.
- De Standaard Bedrijfsindeling (SBI) ontworpen door het CBS.[2]
- De International Standard Industrial Classification of All Economic Activities (ISIC): De door de Verenigde Naties ontworpen classificatie van economische activiteiten.[3]